# Chiến tranh Anh-Afghanistan lần thứ hai
Cuộc chiến tranh Anh-Afghanistan lần thứ hai (tiếng Pashtun: د افغان-انګرېز دويمه جګړه) là cuộc xung đột quân sự giữa Raj thuộc Anh và Tiểu vương quốc Afghanistan từ năm 1878 đến năm 1880, khi sau đó được cai trị bởi Sher Ali Khan của triều đại Barakzai, con trai của cựu vương Dost Mohammad Khan. Cuộc chiến là một phần của Trò chơi lớn giữa đế quốc Anh và đế quốc Nga.
Chiến tranh được chia thành hai chiến dịch - chiến dịch đầu tiên bắt đầu vào tháng 11 năm 1878 với cuộc xâm lược Afghanistan của Anh. Người Anh đã nhanh chóng chiến thắng và buộc Amir - Sher Ali Khan phải chạy trốn. Người kế vị của Ali là Mohammad Yaqub Khan ngay lập tức cầu hòa và Hiệp ước Gandamak được ký kết sau đó vào ngày 26 tháng 5 năm 1879. Người Anh đã gửi một phái viên và phái bộ do Ngài Louis Cavagnari dẫn đầu tới Kabul nhưng vào ngày 3 tháng 9, nhiệm vụ này đã bị hủy diệt. Ayub Khan dẫn đến sự thoái vị của Yaqub.
Chiến dịch thứ hai kết thúc vào tháng 9 năm 1880 khi người Anh đánh bại Ayub Khan bên ngoài Kandahar. Một Amir mới - Abdur Rahman Khan được người Anh lựa chọn, phê chuẩn và xác nhận hiệp ước Gandamak một lần nữa. Khi lính Anh và Ấn Độ rút lui, người Afghanistan đã đồng ý để người Anh đạt được tất cả các mục tiêu địa chính trị của họ, cũng như tạo ra một vùng đệm giữa Raj thuộc Anh và Đế quốc Nga.

## Bối cảnh
Sau khi căng thẳng giữa Nga và Anh ở châu Âu kết thúc bằng Đại hội Berlin tháng 6 năm 1878, Nga chuyển sự chú ý sang Trung Á. Cùng mùa hè đó, Nga đã gửi một phái đoàn ngoại giao không mời tới Kabul. Sher Ali Khan, Amir Afghanistan, đã cố gắng không thành công để ngăn chặn chúng. Đặc phái viên Nga đến Kabul ngày 22 tháng 7 năm 1878 và vào ngày 14 tháng 8, người Anh yêu cầu Sher Ali tiếp kiến một phái bộ của Anh.
Amir không chỉ từ chối tiếp một phái bộ của Anh dưới thời Neville Bowles Chamberlain, mà còn đe dọa sẽ ngăn chặn nó nếu nó được phái đi. Huân tước Lytton, phó vương Ấn Độ, đã lệnh cho một phái đoàn ngoại giao lên đường đến Kabul vào tháng 9 năm 1878 nhưng phái bộ phải quay trở lại khi nó tiếp cận lối vào phía đông đèo Khyber, gây ra Chiến tranh Anh-Afghanistan lần thứ hai.

## Chiến tranh

### Giai đoạn đầu
Chiến dịch đầu tiên bắt đầu vào tháng 11 năm 1878 khi một lực lượng Anh gồm khoảng 50.000 người, chủ yếu là người Ấn Độ, được phân bổ thành ba đạo quân xâm nhập Afghanistan ở ba điểm khác nhau. Chiến thắng của Anh trong Trận Ali Masjid và Trận Peiwar Kotal có nghĩa là lối vào Kabul bị bỏ ngõ và gần như không được bảo vệ bởi quân Afghanistan.
Sher Ali hoảng hốt đã cố gắng trực tiếp kêu gọi Sa hoàng Nga giúp đỡ, nhưng sự khẳng định của họ là ông ta nên tìm kiếm các điều khoản đầu hàng từ Anh. Ông trở về Mazar-i-Sharif, nơi ông qua đời vào ngày 21 tháng 2 năm 1879.

### Hiệp ước
Với lực lượng Anh chiếm phần lớn đất nước, con trai và người kế vị của Sher Ali, Mohammad Yaqub Khan, đã ký Hiệp ước Gandamak vào tháng 5 năm 1879 để ngăn chặn một cuộc xâm lược của Anh đối với phần còn lại của đất nước. Theo thỏa thuận này, để đổi lấy một khoản trợ cấp hàng năm và những đảm bảo mơ hồ về hỗ trợ trong trường hợp có sự xâm lược của nước ngoài, Yaqub đã từ bỏ quyền kiểm soát đối ngoại của Afghanistan cho Anh. Các đại diện của Anh đã được đưa đến Kabul và các nơi khác, quyền kiểm soát của Anh được mở rộng ở các đèo Khyber và Michni. Afghanistan đã nhượng lại các khu vực khác nhau của Tỉnh biên giới Tây Bắc và Quetta cho Anh. Quân đội Anh sau đó đã rút.
Tuy nhiên, vào ngày 3 tháng 9 năm 1879, một cuộc nổi dậy ở Kabul đã dẫn đến sự tàn sát của Ngài Louis Cavagnari-đại diện của Anh cùng với các vệ sĩ và nhân viên của ông - kích động giai đoạn tiếp theo của Chiến tranh Afghanistan lần thứ hai.

### Giai đoạn hai

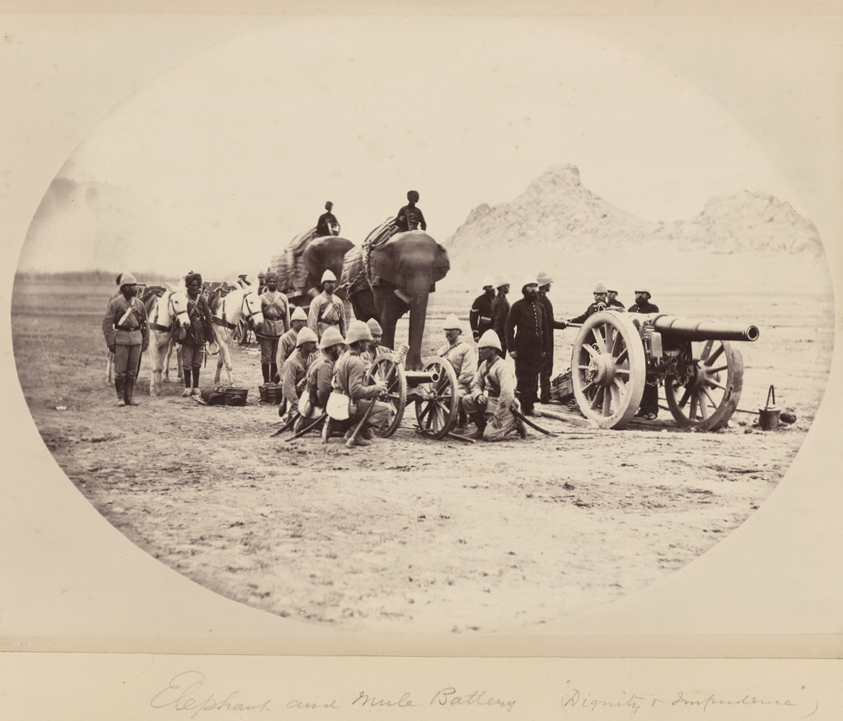
Với tiêu đề "Nhân phẩm & Hành động trơ tráo" cho các đặc điểm tính cách rập khuôn tương ứng của voi và la, bức ảnh này của John Burke cho thấy một khẩu đội pháo do voi và la kéo trong Chiến tranh Anh-Afghanistan lần thứ hai. Đội la sẽ kéo vật tư hoặc kéo khẩu pháo dã chiến nhỏ, trong khi những con voi kéo khẩu pháo lớn hơn. Pháo do voi kéo dường như là loại sơn pháo 7 pao nòng dài nạp đạn ở đầu (RML). Những người trong bức ảnh là sự pha trộn giữa lính Anh và lính Ấn Độ. Cả nhóm quỳ quanh khẩu pháo dã chiến nhỏ hơn, họng pháo đang chuẩn bị khai hỏa sau khi người lính ở phía trước bên trái đã sử dụng que nhồi thuốc để đẩy thuốc vào súng. Khẩu súng bên phải, được kéo bởi những con voi, dường như là một khẩu Armstrong 40 pao nạp đạn phía sau (RBL)

Thiếu tướng Sir Frederick Roberts đã chỉ huy Lực lượng dã chiến Kabul vượt qua Đèo Shutargardan vào miền trung Afghanistan, đánh bại Quân đội Afghanistan tại Charasiab vào ngày 6 tháng 10 năm 1879 và chiếm Kabul hai ngày sau đó. Mohammad Jan Khan Wardak, một chiến binh Ghazi và một lực lượng 10.000 người Afghanistan đã tổ chức một cuộc nổi dậy và tấn công các lực lượng Anh gần Kabul trong Cuộc bao vây doanh trại Sherpur vào tháng 12 năm 1879. Mặc dù bao vây đồn trú của Anh ở đó, anh ta đã thất bại trong việc duy trì Cuộc bao vây Sherpur, thay vào đó chuyển trọng tâm sang lực lượng của Roberts, và điều này dẫn đến sự sụp đổ của cuộc nổi loạn này. Yaqub Khan, nghi ngờ đồng lõa trong vụ thảm sát Cavagnari và nhân viên của ông ta, đã buộc phải thoái vị. Người Anh đã cân nhắc một số khu định cư chính trị, bao gồm phân vùng Afghanistan giữa nhiều người cai trị hoặc đặt anh trai của Yaqub là Ayub Khan lên ngai vàng, nhưng cuối cùng quyết định đặt người em họ Abdur Rahman Khan làm người thừa kế.

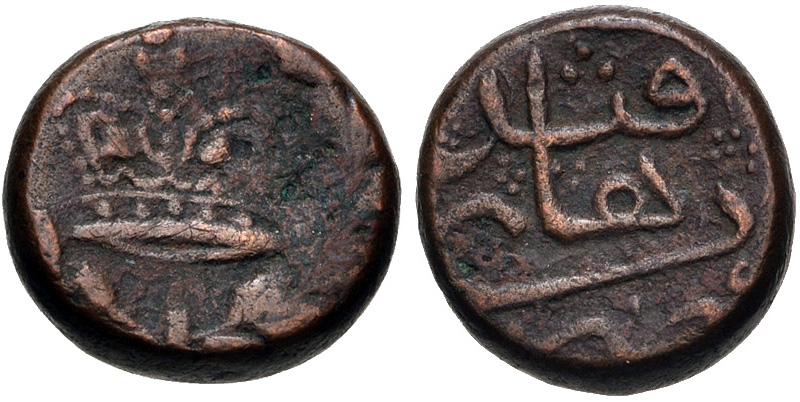
Một đồng tiền hiếm được đúc trong thời kỳ chiếm đóng Kandahar. Vương miện Anh trong vòng hoa trên mặt sau, dòng chữ Ả Rập trong bốn dòng ở mặt đối diện. Những đồng tiền này được đúc bởi chính quyền địa phương, những người thường xuyên thu hồi và phá giá tiền đồng. Việc lạm dụng này dẫn đến một số lượng lớn họa tiết, thường có các họa tiết động vật hoặc hoa khác nhau. Theo đó, các họa tiết trên đồng tiền này có thể không được đặt hàng bởi các cơ quan chuyên nghiệp, mà được đặt bởi một thợ khắc cơ hội mong muốn làm hài lòng người chiếm đóng.

Ayub Khan, người từng giữ chức thống đốc Herat đã nổi dậy, đánh bại một toán biệt kích của Anh trong trận Maiwand vào tháng 7 năm 1880 và bao vây Kandahar. Sau đó, Roberts đã lãnh đạo lực lượng chính của Anh từ Kabul và đánh bại Ayub Khan vào ngày 1 tháng 9 tại trận  Kandahar, chấm dứt cuộc nổi dậy của ông ta.

## Hậu quả
Khi Ayub Khan bị đánh bại, cuộc chiến đã chính thức kết thúc và người Anh đã chọn và ủng hộ Amir mới - Abdur Rahman Khan, con của Muhammad Afzal và là cháu trai của cựu Amir Sher Ali. Rahman xác nhận Hiệp ước Gandamak mà theo đó người Anh nắm quyền kiểm soát các vùng lãnh thổ do Yaqub Khan nhượng lại và cả [[Quan hệ đối ngoại của Afghanistan|chính sách đối ngoại của Afghanistan để đổi lấy sự bảo vệ và trợ cấp. [22] Các bộ lạc Afghanistan duy trì sự cai trị nội bộ và theo phong tục địa phương và tạo thành một vùng đệm giữa Raj thuộc Anh và Đế quốc Nga.
Dù từ bỏ chính sách khiêu khích duy trì người Anh tại Kabul nhưng người Anh đã đạt được tất cả các mục tiêu khác của họ và đã rút khỏi khu vực. Đến tháng 4 năm 1881, toàn bộ quân đội Anh và Ấn Độ đã rời khỏi Afghanistan, nhưng các đặc vụ Ấn Độ thuộc Anh được để lại để đảm bảo liên lạc. Không có rắc rối nào nữa giữa Afghanistan và Ấn Độ thuộc Anh trong thời kỳ cai trị của Rahman, và ông được gọi là 'Emir sắt'. Người Nga tránh xa các vấn đề nội bộ của Afghanistan, ngoại trừ sự cố Panjdeh ba năm sau đó, được giải quyết bằng trọng tài và đàm phán sau tối hậu thư ban đầu của Anh.
Năm 1893, Mortimer Durand đã dược Ấn Độ thuộc Anh gửi đến Kabul để ký một thỏa thuận với Rahman để thay đổi giới hạn phạm vi ảnh hưởng của họ cũng như cải thiện quan hệ ngoại giao và thương mại. Vào ngày 12 tháng 11 năm 1893, Thỏa thuận Đường Durand đã đạt được, dẫn đến việc thành lập Tỉnh biên giới Tây Bắc mới.

## Các sự kiện trong cuộc chiến
Có một số sự kiện quyết định trong Chiến tranh Afghanistan lần thứ hai, từ 1878 đến 1880. Dưới đây là các trận chiến và sự kiện theo trình tự thời gian. Dấu hoa thị (*) biểu thị trận chiến được trao Huân chương Afghanistan.

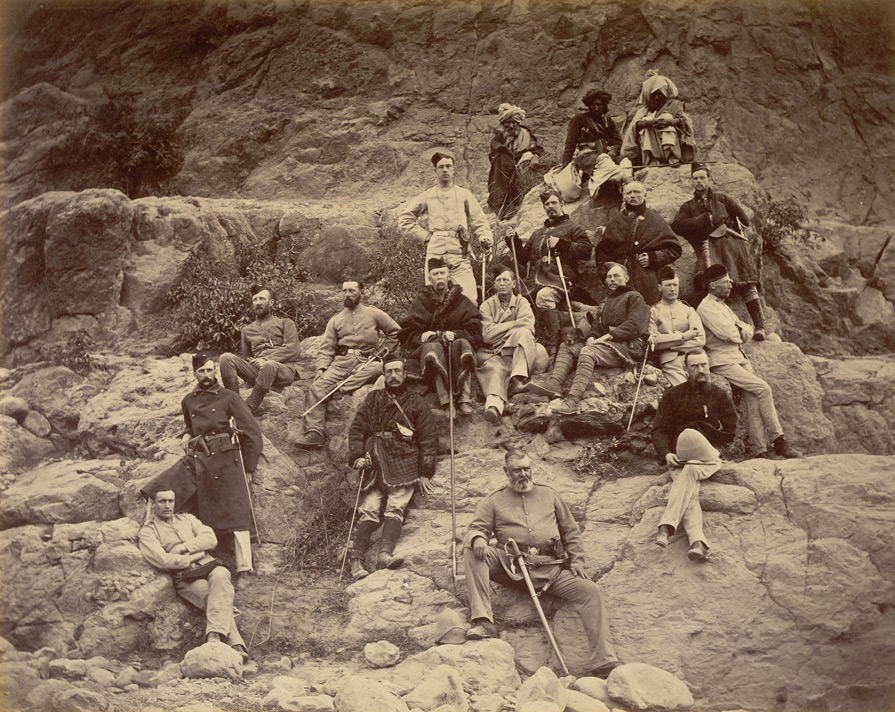
Quân Anh tại địa điểm của Trận Ali Masjid

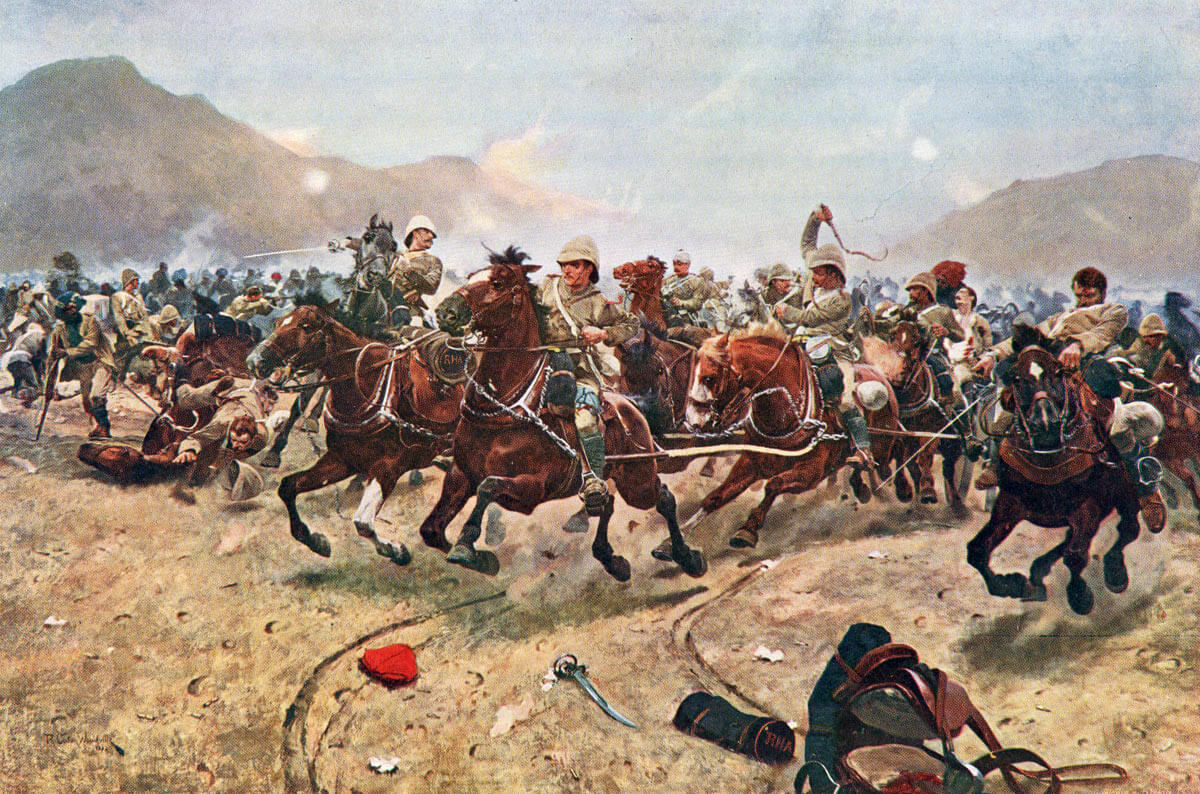
Pháo binh ngựa Hoàng gia Anh rút lui trong Trận Maiwand

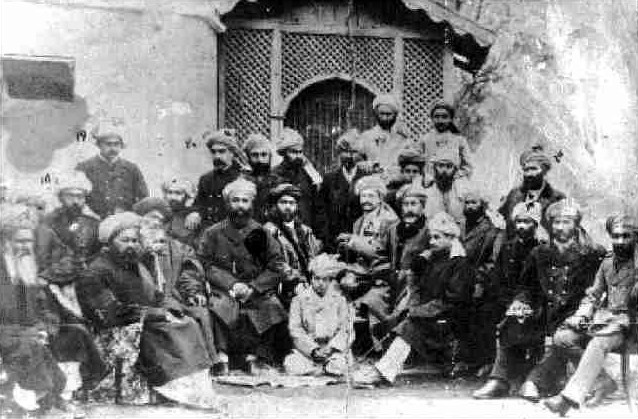
Những người chiến thắng Afghanistan trong Trận Maiwand

### 1878
1. Trận Ali Masjid * (Anh chiến thắng)
2. Trận Peiwar Kotal * (Anh chiến thắng)

### 1879
1. Trận chiến tại Takht-i-Pul (Anh chiến thắng)
2. Trận chiến tại Matun (Anh chiến thắng)
3. Trận Khushk-i-Nakud (Anh chiến thắng)
4. Trận Fatehabad (Afghanistan chiến thắng)
5. Trận Kam Dakka (Afghanistan chiến thắng)
6. Trận Charasiab * (Anh chiến thắng)[24]
7. Trận Shajui
8. Trận của Karez Mir
9. Trận Takht-i-Shah
10. Trận Asmai Heights * (Afghanistan chiến thắng)
11. Cuộc bao vây Sherpur * (Anh chiến thắng)

### 1880
1. Trận Ahmed Khel * (Anh chiến thắng)
2. Trận Arzu
3. Trận Charasiab thứ hai
4. Trận Maiwand (Afghanistan chiến thắng)
5. Trận Deh Koja (Afghanistan chiến thắng)
6. Trận Kandahar * (Anh chiến thắng)

### 1881
1. Kandahar (và Afghanistan) tản cư